# Juraj Čačković Vrhovinski
Juraj pl. Čačković Vrhovinski (Zagreb, 9. travnja 1864. – Zagreb, 6. prosinca 1934.), hrvatski društveni djelatnik, vojna osoba iz obitelji Čačković Vrhovinski.

## Životopis
Rođen u Zagrebu. Sin liječnika Vladoja Čačkovića Vrhovinskog. U Zagrebu završio nižu gimnaziju u Zagrebu. Opredijelio se za vojnu službu. U Bečkom Novom Mjestu pohađao je 1878. – 82. kadetsku školu. U vojnoj službi 1916. došao do pukovničkog čina. U mirovinu otišao 1919., nakon čega se posvetio gospodarskom i društvenom radu. Bio je povjerenik pilane u Črnomercu, ravnatelj i potom predsjednik Tvornice tinte i kemikalija "Albrecht i Kovačić d. d." u Zagrebu. Osnovao Saveza društava kućevlasnika i zemljoposjednika za Hrvatsku, Slavoniju, Dalmaciju i Međumurje.
Najaktivniji je bio u Društvu kućevlasnika i zemljoposjednika u Zagrebu, čijim je bio članom Upravnog odbora te predsjednik Društva. U Zagrebu je 1922. utemeljio Gospodarstvenu zadrugu kućevlasnika. Poslije je osnovao još niz niza sličnih udruga diljem Hrvatske i Kraljevine SHS. Zbog svojih zasluga imenovan je gradskim zastupnikom 1930. godine.
Uređivao glasilo glasila Društva kućevlasnika i zemljoposjednika Svojinu, istoimeni kalendar.